# The Wildhearts
The Wildhearts es una banda de rock británico originalmente formada en Newcastle upon Tyne, Inglaterra.
El sonido de la banda es una mezcla de hard rock y música pop melódico, donde a menudo se describe en la prensa musical como una combinación de influencias tan diversas como The Beatles y la era Metallica de los '80[cita requerida]. De todas maneras, ésta caracterización es denegada por la banda, quienes ven a sus influencias de una forma mucho más amplia, como mostraron en la canción "29 X The Pain", donde enumeran muchas de las influencias del líder del grupo, Ginger. A pesar de contar con varios sencillos en top 20 y un álbum top 10 en Gran Bretaña, la banda The Wildhearts no ha logrado un éxito comercial importante, debido en parte a dificultades con compañías discográficas y muchos problemas internos relacionado con drogas recreacionales y depresión. Gran parte de su carrera a principios, la banda se vio afectada por amargas disputas con su compañía discográfica, East West.
En la turbulenta e impredecible historia de la banda, los miembros de la misma han sido regularmente reemplazados, con el único miembro fijo siendo el fundador de la banda Ginger (su nombre real David Walls), el cantante, guitarrista y compositor predominante. Varios miembros de la banda han aparecido en la agrupación más de una vez. La banda también ha sufrido pausas o separaciones por Ginger en múltiples ocasiones, con la formación actual formada desde 2006.
En diciembre de 2010, la banda está en pausa indefinida.

## Historia

### Inicios
The Wildhearts se formó a finales de 1989, después de que Ginger fuera despedido de Quireboys. Una historia frecuentemente contada sobre ese periodo es que Ginger decidió empezar su propia banda después de caer por las escaleras con una botella de Jack Daniel's pero emergiendo con la botella intacta. Si se hubiera roto la botella, se habría cortado las muñecas con los fragmentos, pero en cambio decidió formar una banda en la cual pudiera ejercitar sus habilidades de compositor, en lugar de estar en la guitarra como en sus anteriores bandas. A lo largo de la carrera de la banda, Ginger ha escrito casi todas las canciones él mismo.
Inicialmente llamada 'Wild Hearts' (separado en dos palabras) la banda originalmente incluía los cantantes Snake (ex-Tobruk) y Dunken F. Mullet (ex-Mournblade), ambos unidos al grupo por cortos periodos. Nueve demos fueron grabadas en 1989 y 1990 con Snake cantando en cuatro de ellas y Dunken en cinco. Estas demos permanecen inéditas y muestra un sonido parecido a Guns N' Roses, con el sonido de Wildhearts aún por desarrollar. Algunas de las demos fueron producidas por Ric Browde y un intento de EP que nunca se materializó, aunque estas demos se encuentran ocasionalmente en versiones no oficiales. En marzo de 1991, Ginger sin ganas se hizo cargo en la voz principal a pesar de sus reservas, ya que nunca ha pensado en sí mismo como un buen cantante.
Después de muy tempranos cambios de personal, la agrupación se solidificó en Ginger como guitarra y voz, C.J. (Christopher Jagdhar) también en guitarra y voz, Danny McCormack en bajo y voz, y el baterista de Dogs D'amour Bam. Esta agrupación lanzó dos EP en 1992, Mondo Akimbo a-Go-Go y Don’t Be Happy…Just Worry.

### El primer álbum
En 1993, el baterista Bam regresa con Dogs D'Amour y era reemplazado por Stidi (Andrew Stidolph). Para dar seguimiento a sus dos primeros EP, The Wildhearts grabó demos para su primer álbum de larga duración, el cual se lanzó como Earth Vs The Wildhearts sin regrabar. Los sencillos "Greetings From Shitsville" y "TV Tan" fueron éxitos de barrio en 1993. Stidi dejó la banda poco después para ser sustituido por Ritch Battersby, justo para la grabación del sencillo "Caffeine Bomb", un éxito en el chart UK a comienzos de 1994, ayudado por un memorable video en el cual Ginger aparece vomitando en la cara de C.J. La banda apareció en Top of the Pops usando gafas de soldadura. El álbum debut fue reeditado a finales de 1994 con el sencillo "Caffeine Bomb" insertado como una canción extra.

### La continuación
The Wildhearts planeó un doble álbum, pero East West vetó este plan durante las sesiones de grabación. En vez de esto, la banda lanzó una colección de seis de las canciones más eclécticas a un club solo para fanáticos, cuyo lanzamiento fue titulado Fishing For Luckies a principios de 1995. Este EP, el cual sería relanzado en 1996 con outtakes de estudio con el nombre de Fishing for More Luckies, incluyó la notable canción "Geordie In Wonderland". Ginger ofreció esta pista a Kevin Keegan y Newcastle United FC como un himno al potencial del equipo, pero fue amablemente rechazado. La pista se realizó en Top of the Pops con Jeff Hateley de Wolfsbane, con Toon Army pintado en colores, en la mandolina. Otras pistas notables incluyen "If Life Is Like A Lovebank, I Want An Overdraft", también lanzado como un sencillo y los épicos 11:24 de "Sky Babies". A pesar de las peticiones con frecuencia de los fanáticos, esta canción es muy rara vez presentada en vivo, supuestamente debido a la incapacidad de Danny McCormack para recordar sus partes de bajo a lo largo de toda la canción. En el período 2003-2004 la banda empezó a tocar "Sky Babies" en casi todos los espectáculos con el nuevo bajista Jon Poole.
El segundo álbum propiamente dicho sería conocido como P.H.U.Q.. A mitad de las sesiones de grabación, Ginger (en una jugada que más tarde afirmó que lamentó), despidió al guitarrista C.J., y algunas de las pistas del álbum fueron grabadas sin un segundo guitarrista. P.H.U.Q. fue lanzado en mayo de 1995 y alcanzó el puesto #6 en los charts británicos, convirtiéndose en el álbum más exitoso de la banda. Poco después del lanzamiento del álbum, Mark Keds de la banda Senseless Things se reclutó como segundo guitarrista, pero duró solo una sesión de grabación, en el cual aparece en el B-sides del sencillo "Just In Lust". En un par de semanas Keds fue despedido después de haber desaparecido a Japón para una gira de despedida con su antigua banda. The Wildhearts volvían a ser un trío (Ginger, McCormack, y Battersby) por unos pocos meses, y hasta realizaron algunos conciertos en esta encarnación. La banda decidió regresar a la formación de dos guitarras, y después de solicitar demos y la participación de audiciones, contrató al desconocido Jef Streatfield. A finales de 1995 la banda finalmente fue alimentada con su sello discográfico y se dedicó a realizar giras por Japón y el Reino Unido, determinó que se divide la banda a menos que East West los libere de su contrato. Las visitas fueron un éxito rotundo y, finalmente, la banda logró escapar de su contrato de grabación.

### La era Round Records
A principios de 1996 The Wildhearts afirmó haber grabado dos álbumes de estudio nuevos, que serían lanzados a través de East West con el propio sello discográfico de la banda, Round Records. Solo algunas de las canciones vieron la luz del día, en una versión renovada del anterior EP solo para fanáticos, Fishing For Luckies con ocho nuevas canciones llevadas a un nuevo álbum de larga duración. Un álbum adicional de nuevo material nunca se terminó del todo, aunque las copias se filtraron y se distribuyeron de forma pirata como Shitty Fuckin' Stupid Tracks. Estas pistas raras fueron oficialmente lanzadas por East West en 1998 como parte de Landmines and Pantomimes compilación de rarezas, aunque la banda afirmó que no había aprobado este comunicado e instó a los aficionados a boicotear el disco. Estas canciones nunca fueron reconocidas oficialmente como parte del cuerpo del material de la banda, a pesar de una canción, "Tom Take the Money", que ha sido presentada varias veces por Ginger en sus apariciones en solitarios acústicos.

### La eraEndless, Nameless
En 1997 la banda firmó con Mushroom Records, y empezaron a hacer otro álbum. Este álbum abandonó la banda de tendencias anteriores de pop rock en favor de un sonido más distorsionado y menos comercial. Los fanáticos estaban confundidos inicialmente por el primer sencillo, "Anthem", publicado en julio de 1997, y para cuando el álbum, Endless, Nameless, fue lanzado, la opinión de los fanáticos se dividió con algunos describiéndolo como una obra maestra y otros llamándolo una aberración.
En noviembre de 1997, poco antes del lanzamiento de Endless, Nameless, Ginger decidió dividir la banda debido a diferencias musicales y problemas con las drogas (afectando al bajista Danny McCormack en particular). Una gira británica programada fue cancelada, aunque la banda se las arregló para completar una breve gira por Japón como una despedida a los aficionados.

### Fomatos múltiple y sencillos
Debido a su amplia producción de canciones, pero la escasez de oportunidades de disco debido a los conflictos con East West Records, The Wildhearts han sido durante mucho tiempo conocidos por un largo número de pistas extras lanzadas como B-sides en CD formato sencillo. Antes de 1997 lanzaría una versión de un sencillo el cual contenía dos o tres B-sides, y los B-sides nunca fueron outtakes del álbum pero serían grabados específicamente para el sencillo. Algunos de los A-sides, como "Caffeine Bomb" fueron también grabados específicamente como sencillos y no aparecen originalmente en un álbum.
A partir de 1997 The Wildhearts empezó a lanzar varios formatos de sencillos. Anteriormente, la banda había estado enérgicamente en contra del multiformato, con respecto a que era como una estafa para los fanáticos. De todas formas, durante el periodo de Endless, Nameless la banda lanzó los dos sencillos del álbum en formatos múltiple, incluyendo dos CD con formato sencillo con dos B-sides en cada uno, y un séptimo sencillo con un B-side, con todas las canciones del sencillo "Anthem" siendo versiones cover. Muchos de los fanáticos de la banda estaban enojados por esta práctica, y algunos incluso repartiendo volantes en contra de la práctica afuera de los shows de The Wildhearts. Ginger reaccionó con frustración, diciendo que solo estaban tratando de traerles más música a los fanáticos. Un cambio en la elegibilidad del chart para los sencillos probablemente también fue el responsable, como un sencillo de cuatro pistas (o EP) ya no podrán calificar para el chart británico de sencillos, pero se les permitió múltiples formatos con un máximo de tres canciones o remezclas ilimitada, siempre y cuando el tiempo de ejecución fuera de menos de 20 minutos. La discográfica de la banda podría haber insistido en que estos cambios era la única forma de competir en el mercado de los sencillos de la época.
La banda continuo con el formato múltiple desde 1997, en particular con "Top Of The World" en 2003, que consta de tres CD sencillos, dos con dos B-sides y otro con un B-side y el video de la canción. Sin embargo, la banda también siguió entrando específicamente al estudio para grabar nuevas canciones para B-sides. Durante la reformación de la banda en el periodo 2001-2004, acumularon suficientes B-sides para Gut Records y lanzaron un álbum de larga duración que consta de solo B-sides, Coupled With.

### Pausa 1997-2001
Por varios años los miembros de la banda se concentraron en sus respectivos proyectos aparte, aunque la más reciente formación de Ginger, McCormack, Ritch Battersby, y Jef Streatfield reformada varias veces de una sola vez en conciertos y giras por Japón, donde la banda siempre tuvo un fuerte seguimiento.

### Reformación
A principios del 2001 Ginger anunció que él estaba reformando la banda con la agrupación de Earth Vs The Wildhearts para una gira de ese mismo año. Esta agrupación (formada por Ginger y C.J. en guitarras y voz, Danny McCormack en bajo y voz, y Stidi en batería) pronto se encontró con dificultades debido a la batalla de McCormack contra adicción a la heroína, y en varias fechas de la gira de regreso, Toshi (soporte de la banda AntiProduct) estaba en el bajo. Para el año 2002 McCormack fue una vez más rehabilitado y la banda comenzó la grabación de un nuevo miniálbum y gira por el Reino Unido. Las pistas destinadas para el álbum fueron lanzadas en el Reino Unido a finales de 2002 a través de tres formatos del sencillo "Vanilla Radio", y como un miniálbum Riff After Riff After Motherfucking Riff en Japón. "Vanila Radio" alcanzó el top 30 en el chart UK, y a principios de 2003 comenzaron a trabajar en un álbum de larga duración. Sin embargo, durante la grabación, McCormack se internó en un centro de rehabilitación para hacer frente a un problema de alcohol, dejándole a Ginger tocar las partes del bajo en las canciones que fueron grabadas para el álbum nuevo. El lugar de McCormack para las presentaciones en vivo de la banda, fue ocupado por "Random" Jon Poole, que ya había trabajado con Ginger en su proyecto alterno Silver Ginger 5.
El álbum The Wildhearts Must Be Destroyed, lanzado en 2003, tenía un sonido muy comercial, lleno de canciones pop cortas y sencillas con muy poco del estilo de rock pesado que a menudo aparece en los anteriores álbumes. La banda también consiguió un contrato discográfico con el sello Gearhead Records de USA, cuando se lanzó Riff After Riff en 2004, una recopilación de canciones del Reino Unido después de la siguiente agrupación de sencillos (todas las canciones de esta versión también se encuentran en la recopilación de Gut Records Coupled With). Riff After Riff fue el primer lanzamiento de The Wildhearts en USA desde Earth Vs The Wildhearts en 1994. El lanzamiento fue también promovido por una gira, en su mayoría como la banda soporte para su exbanda soporte, The Darkness.
Luego, a principios de 2005, Ginger disolvió The Wildhearts de nuevo, citando a una mezcla de sus propios problemas personales y la falta de compromiso dentro de la banda. Él se unió brevemente a la banda Brides of Destruction, antes de salir por su cuenta como artista solista a tiempo completo. En el estilo típicamente impredecible de The Wildhearts, Ginger reagrupó a la misma una vez más para un rejunte de una vez en Scarborough Castle en septiembre de 2005. La agrupación de 1994-1995 de Ginger, C.J., McCormack y Battersby Ritch tocaron en este concierto.
Una vez más, The Wildhearts se rejuntó en diciembre de 2006 y tuvo un único show en vivo en el Wulfrun Hall en Wolverhampton. En esta agrupación se vio a Ginger unido de nuevo con C.J., Ritch Battersby y un nuevo bajista, Scott Sorry (ex-Amen). Esta formación pronto se convirtió en oficial, con planes de crear un nuevo álbum en 2007.

### 2007-presente
En enero del 2007, la banda pasó una semana en Tutbury Castle grabando voces y terminando su álbum de mismo nombre The Wildhearts. El álbum fue lanzado el 23 de abril, precedido dos semanas antes por la descarga del sencillo "The Sweetest Song". El álbum recibió críticas favorables en la prensa de rock británico, con el diario The Sun al dar 5 de 5 ("probablemente el álbum de rock del año") y la revista Rocksound también le da la máxima puntuación (10 sobre 10).
La banda iba a tocar un número de espectáculos por América, pero debido a los retrasos en la solicitud de su Visa se vieron obligados a cancelar la gira por USA. La banda terminó tocando múltiples fechas con entradas agotadas en New York, uno de los cuales estaba a bordo de un ferry. La banda realizó para sus fanáticos americanos por los conciertos pospuestos, presentaciones muy largas de aproximadamente dos hora cada noche. Seguida una extensa gira por el Reino Unido en abril y mayo de ese año. "The New Flesh" fue lanzado como sencillo el 1° de octubre del 2007 y se convirtió en la primera versión propia del álbum del mismo nombre. El video de la canción fue filmado en blanco y negro y contó con un número de niños, incluyendo a Jake, el propio hijo de Ginger. La banda lanzó "Destroy All Monsters" como su próximo sencillo. El video tiene un tema fuerte sobre la violencia y el horror.
El 19 de mayo de 2008, The Wildhearts lanzó un álbum completo de covers Stop Us If You've Heard This One Before, Vol 1.. Incluye covers de artistas como Icicle Works, Fugazi, Helmet, Lee Harvey Oswald Band, The Distillers, The Descendents, and The Georgia Satellites. La primera versión del álbum fue una colección de 12 pistas para descargar solamente, seguido de un lanzamiento de larga duración con 15 pistas. A mediados de 2008, Rhino Records también lanzó la compilación en triple CD, The Works. Descrito por la banda como "con licencia, pero no oficial", la recopilación se compone de canciones del disco y B-sides de la época 1992-1996 en East West Records.
La banda viajó a Dinamarca para grabar su noveno álbum de estudio, ¡Chutzpah!, el cual fue lanzado el 31 de agosto de 2009, seguido por una gira en el Reino Unido en septiembre y octubre. En estos shows, la banda tocó el nuevo disco en su totalidad, seguido por una repetición de canciones antiguas.
Casi al mismo tiempo del lanzamiento del ¡Chutzpah!, ganaron el premio al Espíritu de Independencia en los Kerrang! Awards del 2009, así como tocaron en el escenario de Bohemia durante el primer Sonisphere Festival de Reino Unido; un festival musical de cuatro días diseñado por los que anteriormente estuvieron a cargo del Download Festival.
El 25 de noviembre de 2009 The Wildhearts anunció el lanzamiento de ¡Chutzpah! Jnr., un miniálbum compuesto de pistas grabadas durante la sesiones de ¡Chutzpah! pero lanzados como pistas para descargar de forma gratuita en su página web, son bonus tracks de la versión física japonesa o temas inéditos de las sesiones de grabación. El CD de ocho pistas se hizo público, ya que solo estuvo disponible en los conciertos durante la gira "Merry Xmess 2009". Sin embargo, esta noticia ha causado una especie de reacción de algunos fanáticos, y resultó que el líder de la banda Ginger defendió la distribución de las pistas a través de la tecnología de intercambio de archivos, así como también prometió que el álbum estaría disponible en las demostraciones de futuro más allá del horario Xmess. El miniálbum está disponible a través de la tienda en línea de The Wildhearts.
Más recientemente, Ginger se unió como guitarrista para formar parte de Hanoi Rocks con el cantante Michael Monroe, quien tocó en el Download Festival el 12 de junio de 2010. Ginger también estuvo como solista en el festival, que arribó con un gran grupo de músicos de la guitarra acústica llamada 'Guitarmageddon'. Solo canciones de The Wildhearts fueron tocadas, que es también la razón de la actual gira por el Reino Unido. El nuevo álbum de Michael Monroe, con participación de Ginger, fue lanzado en 2011.
En diciembre de 2010, Ginger dijo que no está seguro si alguna vez The Wildhearts se reformará. Al parecer, la salida de Scott Sorry llevó a la interrupción. En marzo del 2011 fue anunciado que The Wildhearts se agrupará para presentar un show de beneficencia en Japón a las víctimas del terremoto que tendrá lugar en Londres en los próximos meses. También en la misma semana, Ginger fue citado diciendo que "The Wildhearts nunca se va a disolver, nosotros sólo tomamos descansos" y que espera que grabará un nuevo álbum en el futuro.[cita requerida]

## Miembros
Miembros actuales:
- Ginger - Voz, guitarra (1990–presente)
- C.J. - Guitarra, voz (1990–1994, 2001–presente)
- Ritch Battersby - Batería (1994–1998, 2005–presente)
- Scott Sorry - Bajo, voz (2006–presente)

Exmiembros:
- Danny McCormack - Bajo, voz (1991–2003, 2005–2006)
- Andrew "Stidi" Stidolph - Batería (1992–1993, 2001–2004)
- "Random" Jon Poole - Bajo (2003–2004)
- Toshi - Bajo (2001)
- Simon Gonk - Batería (rejunte de una vez 2001)
- Jef Streatfield - Guitarra, voz (1995–1998)
- Mark Keds - Guitarra, voz (1995)
- Devin Townsend - Guitarra, voz (1994)
- Willie Dowling - Teclados, piano (1994)
- Snake - Voz (1990)
- Dunken F. Mullett - Voz (1990)
- Bam - Batería (1990–1992)
- Jools - Bajo (1990–1991)
- Pat Walters - Batería (1990–1991)

## Formaciones (desde 1990)
2018
- Ginger - Voz y Guitarra
- CJ - Guitarra
- Danny - Bajo
- Ritch - Batería

## Discografía

### Álbumes de estudio
- Earth vs the Wildhearts (1993)
- Fishing for Luckies (1994)
- P.H.U.Q. (1995)
- Fishing for Luckies (reedición, 1996)
- Endless Nameless (1997)
- The Wildhearts Must Be Destroyed (2003)
- The Wildhearts (2007)
- Stop Us If You've Heard This One Before, Vol 1. (2008)
- ¡Chutzpah! (2009)

### Álbumes en vivo
- Anarchic Airwaves (1998)
- Tokyo Suits Me (1999)
- The Wildhearts Strike Back (2004)
- Geordie in Wonderland (2006)

### Compilaciones
- The Best of The Wildhearts (1996)
- Landmines and Pantomimes (1998)
- Anthem: The Single Tracks (1998)
- Moodswings and Roundabouts (1998)
- Riff After Riff After Motherfucking Riff (2002)
- Riff After Riff (2003)
- Coupled With (2004)
- The Works (2008)

### EP
- Mondo Akimbo a-Go-Go (1992)
- Don't Be Happy... Just Worry (1992)
- ¡Chutzpah! Jnr. (2009)

### Sencillos
| Título                                                                   | Año  | UK Chart | Álbum                                               |
| ------------------------------------------------------------------------ | ---- | -------- | --------------------------------------------------- |
| "Greetings From Shitsville"                                              | 1993 | -        | Earth Vs The Wildhearts                             |
| "TV Tan"                                                                 | 1993 | #53      | Earth Vs The Wildhearts                             |
| "Caffeine Bomb"                                                          | 1994 | #31      | Earth Vs The Wildhearts (1994 reedición)            |
| "Suckerpunch"                                                            | 1994 | #38      | Earth Vs The Wildhearts                             |
| "If Life Is Like A Lovebank I Want An Overdraft / Geordie in Wonderland" | 1995 | #31      | Fishing for Luckies (1994, versión solo para fanes) |
| "I Wanna Go Where The People Go"                                         | 1995 | #16      | P.H.U.Q.                                            |
| "Just in Lust"                                                           | 1995 | #28      | P.H.U.Q.                                            |
| "Sick of Drugs"                                                          | 1996 | #14      | Fishing for Luckies (versión 1996)                  |
| "Red Light - Green Light"                                                | 1996 | #30      | Fishing for Luckies (versión 1996)                  |
| "Anthem"                                                                 | 1997 | #21      | Endless, Nameless                                   |
| "Urge"                                                                   | 1997 | #26      | Endless, Nameless                                   |
| "Vanilla Radio"                                                          | 2002 | #26      | The Wildhearts Must Be Destroyed                    |
| "Stormy In The North, Karma In The South"                                | 2003 | #17      | Coupled With                                        |
| "So Into You"                                                            | 2003 | #22      | The Wildhearts Must Be Destroyed                    |
| "Top of the World"                                                       | 2003 | #26      | The Wildhearts Must Be Destroyed                    |
| "The Sweetest Song" (Descarga solamente)                                 | 2007 | -        | The Wildhearts                                      |
| "The New Flesh"                                                          | 2007 | -        | The Wildhearts                                      |
| "The Only One"                                                           | 2009 | -        | Chutzpah                                            |

## Bandas relacionadas / proyectos alternos
Los miembros de la banda han estado en otras bandas y proyectos,
- Antes de The Wildhearts, Ginger estaba como soporte en la banda del cantante Beki Bondage, la banda de Reino Unido, The Quireboys y la banda de USA, The Throbs.
- Durante su era en The Wildhearts, Ginger formó las bandas Ginger And The Sonic Circus, Silver Ginger 5 con Conny Bloom, Clam Abuse con Alex Kane de AntiProduct, y Supershit 666 con Dregen (Backyard Babies) y Nicke Royale (The Hellacopters), así como el lanzamiento de material y gira como artista solista, a menudo acompañado por Hot Steve, la tecnología The Wildhearts en la guitarra, y "Random" Jon Poole (frecuentemente promocionado como Ginger y Amigos).
- Danny McCormack formó The Yo-Yos y The Chasers. Confusamente una de las primeras formaciones (1998) de The Yo-Yos también era conocido como The Chasers. The Yo-Yos resucitó brevemente en 2005. Antes de sus días en The Wildhearts, él fue miembro del grupo Energetic Krusher.
- Bam fue el baterista de Dogs D'Amour antes de unirse a The Wildhearts, y después de dejar The Wildhearts (según se dice, después de que hubo enfrentamientos físicos con Ginger) él regresó a Dogs D'Amour.
- C.J. y Stidi fueron ambos miembros de The Jellys.
- C.J. y Willie Dowling fueron miembros de Honeycrack a finales de 1990. C.J. fue un miembro de Tattooed Love Boys antes de unirse a The Wildhearts. Él recientemente grabó el álbum debut para su proyecto en solitario, C.J & The Satellites.
- Willie Dowling fue el miembro fundador de The Grip, y ahora está grabando y en gira con Jackdaw4, anteriormente conocidos como The Celebrity Squares. Él también fundó Sugar Plum Fairies, y lanzó un álbum bajo este apodo. Así como estas bandas, él trabaja frecuentemente con Midge Ure de Ultravox y ha escrito y ha escrito numerosos temas de TV y música incidental utilizada en comerciales y programas de televisión, incluyendo la comedia de BBC, Vexed.
- Jef Streatfield es un miembro de Plan A y Sack Trick
- Ritch Battersby estuvo en Grand Theft Audio (junto al hermano de Danny McCormack, Chris de 3 Colours Red), y se unió brevemente a Ginger en Silver Ginger 5, sumado que él unió a Ginger, Random Jon Poole y Willie Dowling para la Fiesta de los 40 Aniversario de Ginger (17/12/04). Él también estuvo en New Disease quién lanzó un EP en 2001.
- "Random" Jon Poole fue un exmiembro de Cardiacs y ahora está en una banda llamada God Damn Whores. En las agrupaciones en vivo de God Damn Whores hubo miembros de The Wildhearts, incluyendo a Ginger en bajo. En 2007, Poole grabó un álbum solista (pendiente fecha de lanzamiento) de su propio material, con la co-participación del vocalista Givvi Flynn (quién también aparece en el álbum acústico en vivo de Ginger Potatoes & You tocando "Unlucky In Love" del álbum de Clam Abuse Stop Thinking [coescrito por Ginger & Alex Kane]).
- Devin Townsend es un artista exitoso conocido por sus trabajos extensos como solista, así como su banda de metal extremo ahora difunta Strapping Young Lad.
- Pat y Jools se convirtieron en miembros de Guns n' Wankers, y antes de The Wildhearts ellos eran ambos miembros de Soho Roses.
- Stidi fue un miembro de Whatever y ahora toca con la banda finlandesa de punk rock No Direction.
- Ginger ha actuado como soporte del líder cantante/guitarrista de Jason & the Scorchers en lugar de Jason Ringenberg a mitad del 2007. No se espera ningún material de estudio.
- Ginger está actualmente de gira como guitarrista de Michael Monroe.

## Versiones cover
- "Pump It Up" de Elvis Costello. Esta canción fue interpretada en vivo muchas veces en la era Earth Vs The Wildhearts. Existen dos versiones grabadas: La primera grabada de Sesión BBC Radio 1, y puede ser encontrada en la compilación Anarchic Airwaves. Esta grabación es una versión "pumped up" de la original de Costello. La segunda versión grabada de la canción fue primero lanzada por las estaciones de radio como un CD sin etiquetar, y dejaban a los DJs adivinar la identidad de la banda. Dado que el estilo de la grabación fue distorsionado en gran medida, muy parecido al álbum Endless, Nameless grabado en las mismas sesiones, pocos adivinaban la verdadera identidad de la banda, hasta un DJ que creyó que era de Ministry. La canción estaba disponible en un CD gratis con la revista Melody Maker en 1997, y en la versión japonesa de Endless, Nameless.
- La versión grabada de la canción "My Baby Is A Headfuck" en el álbum Earth Vs The Wildhearts, cuenta con un interludio con el riff de guitarra de The Beatles de la canción "Day Tripper". Cuando interpretan esta canción en vivo, la banda a menudo reemplaza este interludio con un breve fragmento de otro cover, que hayan incluido...
- El tema de la sit-com de 1980, Cheers - "Where Everybody Knows Your Name" ("Cuando todos conocen tu nombre"), caracterizado como un B-side para el sencillo "Top Of The World". Esto fue interpretado en varias ocasiones por Chris Moyles en el BBC Radio 1, Breakfast Show.
- "White Lies" de Jason & the Scorchers - interpretado en vivo en la mayoría de conciertos en 1997 y una versión de estudio apareció como B-side del sencillo "Anthem".
- The Wildhearts interpretó "1000 Miles From Me" con la otra banda de Danny McCormack, The Yo-Yos, en su gira de Japón en 1998. Danny cantó como líder en voz.
- "Time to Let You Go" originalmente de Enuff Z'Nuff apareció como B-side del sencillo "Anthem".
- "Lost Highway" originalmente de Hank Williams apareció como B-side del sencillo "Urge".
- "So Good To Be Back Home" originalmente de The Tourists apareció como B-side del sencillo "Anthem".
- "He's A Whore" originalmente de Cheap Trick apareció como B-side del sencillo "Anthem" - La versión de The Wildhearts tiene un sonido más similar a la grabada por Big Black que a la original.
- "Heroin" en Endless Nameless es un cover de Dogs D'Amour de la pista "Heroine" con la letra sutilmente alterada.
- En 2001 la banda grabó una versión de Jimmie Rodgers, "Last Blue Yodel" con Jason Ringenberg.